# Praskovia Ossipova
Praskovia Aleksandrovna Ossipova ou Praskovia (Prascovie) Wulf-Ossipov (en russe : Праско́вья Алекса́ндровна О́сипова,  Praskóv’ja Aleksándrovna Ósipova) (par son premier mari son premier nom d'épouse est Wulf), née Vyndomskaïa le 17 octobre 1781 et morte le 3 mai 1859, est une aristocrate russe qui était propriétaire du village de Trigorskoïe dans le Gouvernement de Pskov. Elle est la mère d'Evpraksia Vrevskaïa (amie du poète), voisine du domaine de Mikhaïlovskoïe de la famille d'Alexandre Pouchkine et proche amie du poète.

## Biographie
Praskovia Aleksandrovna Vyndomskaïa est née le 17 octobre 1781.
En 1799, elle épouse un aristocrate de Tver, assesseur à la retraite, Nicolas Ivanovitch Wulf (1771–1813). Les époux vivent dans le village de Trigorskoïe dans l'oblast de Pskov. Cinq enfants naissent de cette union : Anna (1799–1857), Alexeï (1805–1881), Mikhaïl (1808–1832), Evpraksia, dite Zizi, (1809–1883), et Valerian (1812–1842).
En 1813 presque en même temps le mari et le père de Praskovia meurent.

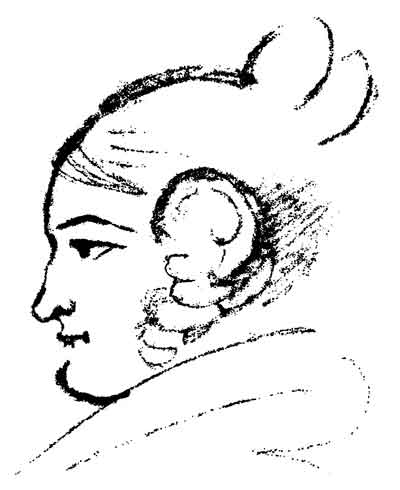
Praskovia Ossipova par A. Pouchkine

Elle épouse en secondes noces à la fin de l'année 1817, Ivan Safonivitch Ossipov. De ce deuxième mariage naissent deux enfants : Maria en 1820 et Ekaterina en 1823. Praskovia Aleksandrovna a également élevé la fille (Alexandra), de son deuxième mari. Elle avait en matière d'éducation la réputation d'être sévère, parfois despotique, comme mère et éducatrice. Elle ne tenait pas souvent compte des sentiments personnels de ses enfants,. Mais la mère souhaitait par sa rigueur donner la meilleure éducation possible à ses enfants. Praskovia Alexandrovna lisait les livres de la bibliothèque qu'elle possédait à Trigorskoïe : sur la philosophie, la politique, la littérature française, allemande, italienne. Ses lectures, son intelligence et son goût raffiné en faisait une femme exceptionnelle, une maîtresse de maison raffinée et une épouse vertueuse,.  
Praskovia Aleksandrovna a géré personnellement son domaine de Trigorskoïe pendant quarante-six ans. Elle y possédait jusqu'à sept-cents serfs. On sait que Pouchkine fit appel plus d'une fois à ses conseils pour la gestion de sa propriété voisine. De nombreux poètes et écrivains russes se liaient d'amitié avec elle et lui dédiaient des vers : Anton Delvig, le prince Baryatinski, Koslov, Tourgueniev, le prince Wiazemski, etc.

### Amitié avec Pouchkine

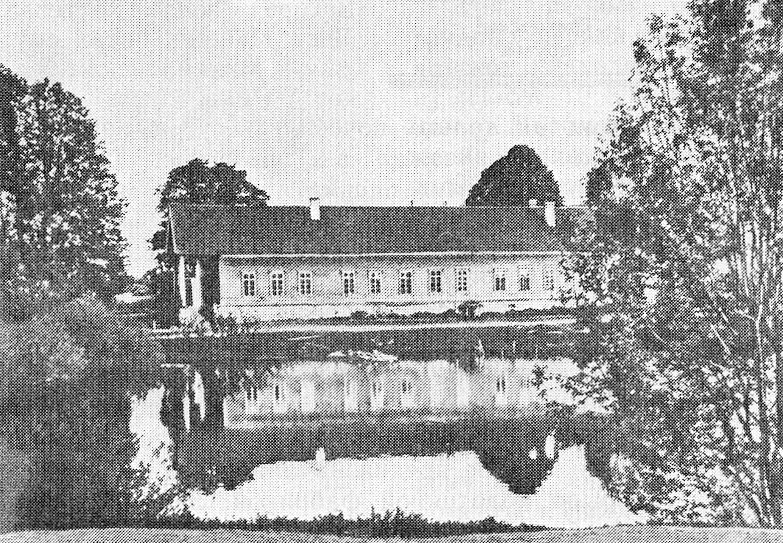
Maison des Wulf-Ossipov à Trigorskoïe. Photo XIXe siècle

La première rencontre de Praskovia Aleksandrovna avec Alexandre Pouchkine date de la sortie de celui-ci du Lycée de Tsarskoïe Selo. La vie et l'œuvre du poète occupa une place éminente dans sa vie. Son nom, par exemple, est cité 168 fois dans les œuvres de Pouchkine. Ce dernier lui a dédié, ainsi qu'à ses filles, des poèmes : « Pardon chênaie fidèle » (1817), « Pastiche du Coran » (1824), « Peut-être pas si loin de moi… » (1825), et d'autres encore; Pardon, chênaies fidèles; Bientôt, peut-être, composé le 25 juin 1825; Les Dernières fleurs.
À la fin de sa vie, elle détruit toute sa correspondance avec ses proches et ses amis, mais elle conserve celle de Pouchkine. Jamais son amitié pour le poète ne se démentira. Sur la nature des liens entre elle et Pouchkine rien de tangible ne permet de la préciser, sinon la présence constante de Pouchkine à Trigorskoïe
.  

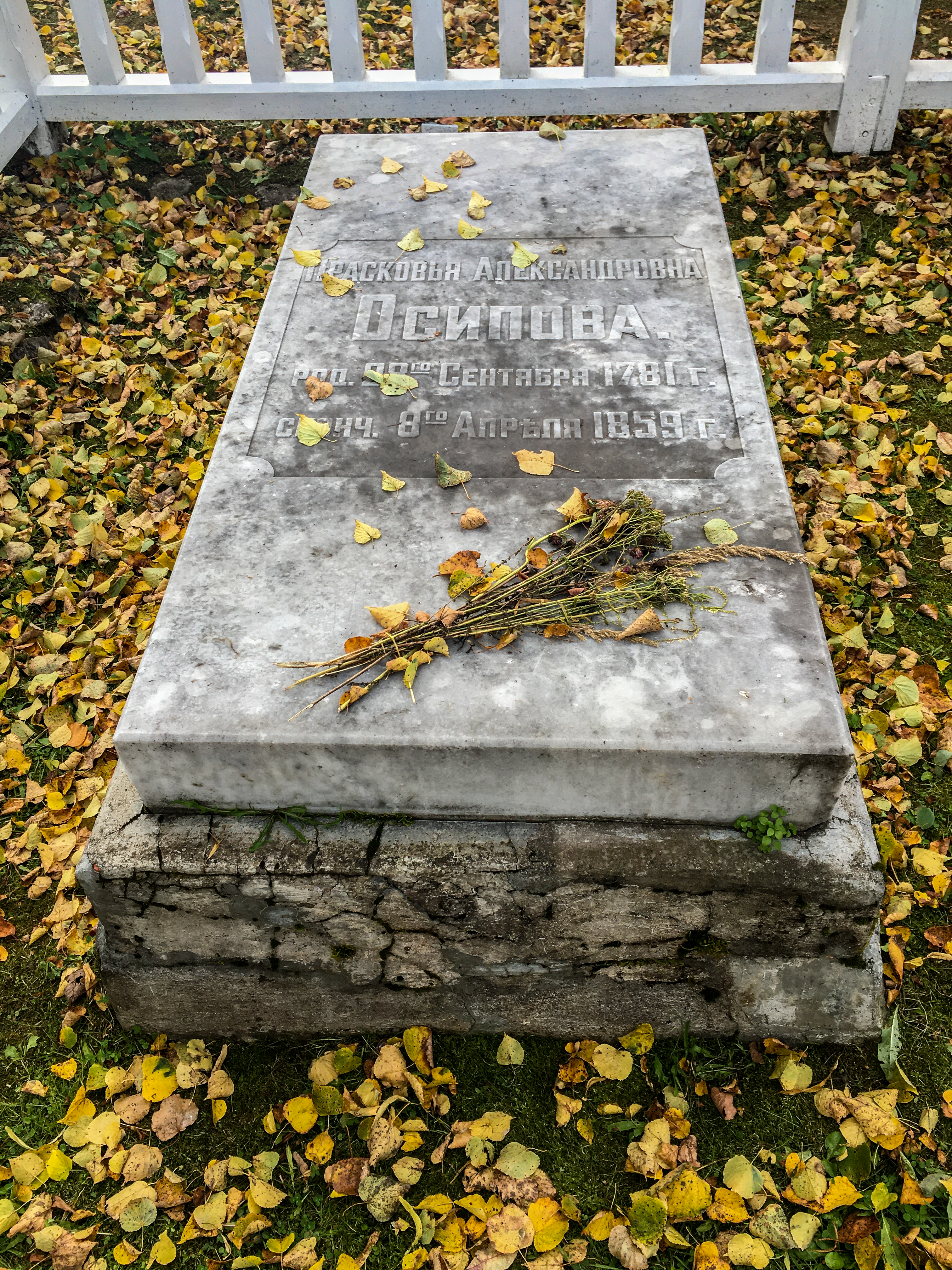
Praskovia Aleksandrovna Wulf-Ossipov (1781-1859) tombe sur la colline de Voronitch.

Le nom de Praskovia Aleksandrovna est lié, dans l'histoire de la littérature russe, au domaine de Trigorskoïe et au poète Alexandre Pouchkine.

### Fondatrice du premier musée Pouchkine
Praskovia Aleksandrovna a été la première créatrice d'un musée consacré à Pouchkine. Elle a conservé dans son domaine de Trigorskoïe des livres, des lettres, des souvenirs associés à la mémoire du poète. Ils sont encore aujourd'hui la base de l'exposition de la maison-musée de Pouchkine à Trigorskoïe.
Praskovia Aleksandrovna est morte dans son domaine le 20 avril (3 mai) 1859. Elle est enterrée dans le caveau familial de Voronitch (gouvernement de Pskov).